# 双庙镇 (德州市)
双庙镇是中国山东省德州市夏津县下辖的一个镇。

## 行政区划
双庙镇下辖双庙村、六屯村、西鸭村、中鸭村、东鸭村、曹庄村、李文庄村、汉王庙村、吴庄村、郝庄村、西崔庄村、郭庄村、范楼村、前柳村、后柳村、李堂村、营子村、王堂村、孙庄村、清凉寺村。